# American Radio Relay League

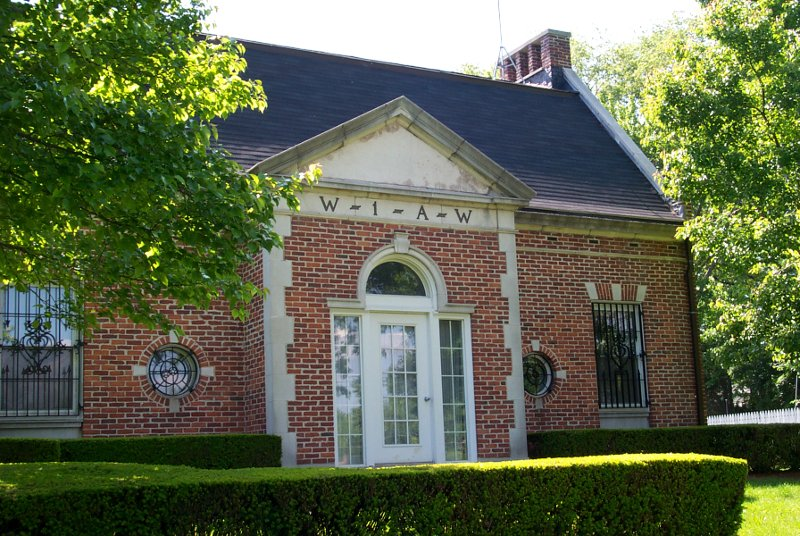
Emissora de ràdio ARRL W1AW a Newington, CT

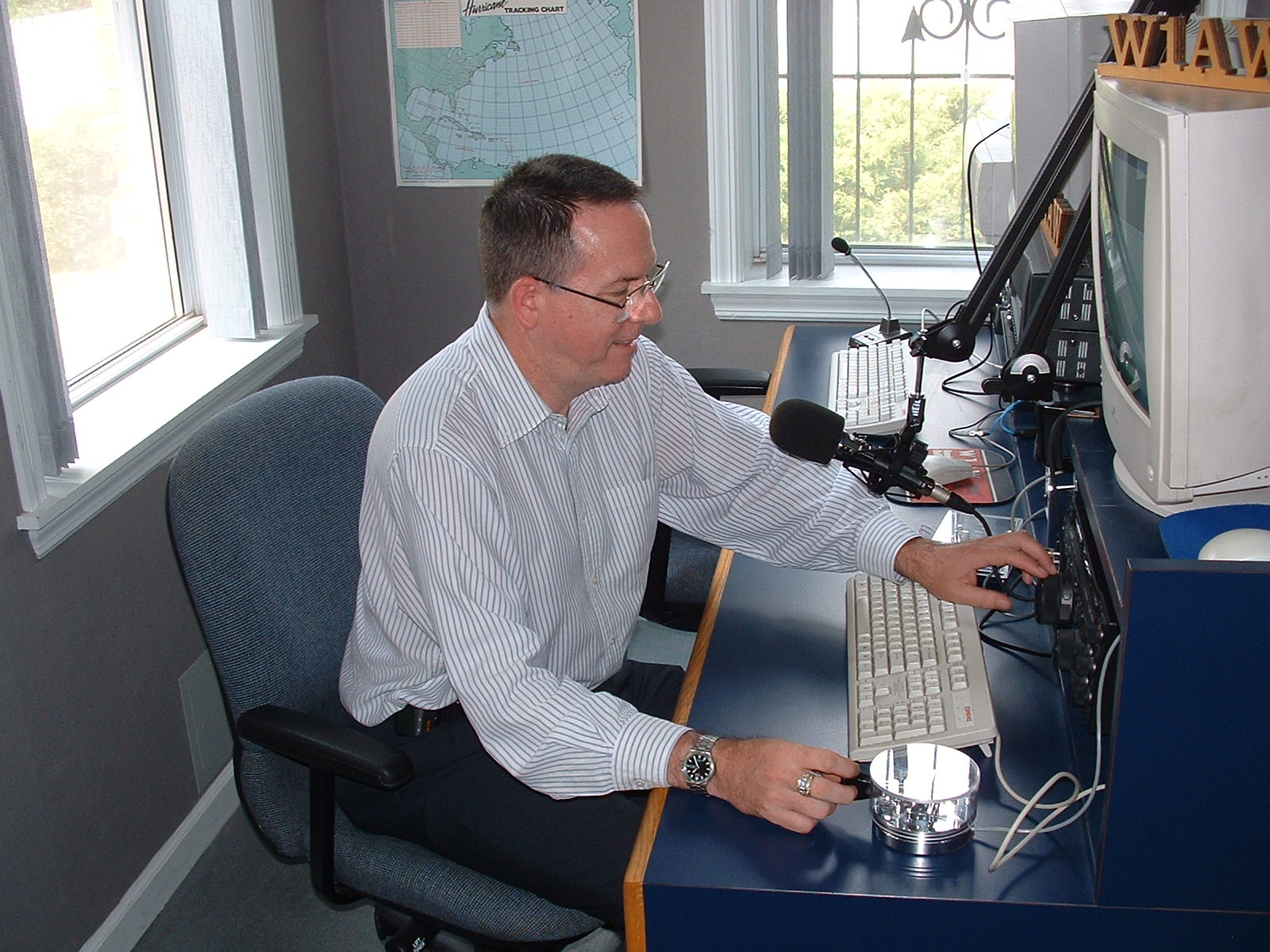
Activitat de ràdio a W1AW

L'ARRL o American Radio Relay League és l'associació nacional de radioaficionats dels Estats Units. És una organització sense ànim de lucre fundada el maig de 1914 per Hiram Percy Maxim. Ara (2013) compta amb aproximadament 156.000 membres. Ha publicat diversos llibres i també publica la revista mensual QST.

## Serveis
ARRL ofereix una varietat de serveis als seus membres:
- representació de la ràdio amateur en política, economia i ciència.
- distribució gratuïta de targetes de verificació a les oficines de targetes de verificació d'altres països del món.
- publicar llibres i botigues sobre ràdio amateur, com la botiga QST.[3]
- organització de competicions, com la competició internacional DX.
- Organització de diplomes de radioaficionats.
- organització d'exàmens per a la FCC segons la data de mà de la comissió estatal FCC.[4]
- gestió del sistema electrònic de verificació de QSO LoTW.[5]
- emissió de butlletins en ràdio amateur a través de l'estació de ràdio W1AW. També s'utilitza per a l'entrenament en telegrafia.

## Concursos de radioaficionats
L'ARRL patrocina diverses competicions de radioaficionats durant l'any, entre les quals n'hi ha algunes de grans com la competició internacional DX (en diverses versions telegrafia, radioteletip i veu ), les festes estatals QSO. També altres concursos i esdeveniments especials com Straight Key Night, VHF Sweepstakes, concurs UHF, concurs 10 GHz i molt més. La Lliga també participa com a seu dels Estats Units a la Competició Mundial IARU HF. La jornada de camp també és organitzada per la lliga, conté alguns aspectes competitius però principalment és per preparar-se davant les catàstrofes i promoure l'afició entre la població.

## Diplomes de radioaficionats
Atorga diversos diplomes de radioaficionats com WAS (Contactar i confirmar tots els estats americans), WAC (Contactar i confirmar tots els continents), DXCC (DX Centa Club) i diversos altres.

## Presidents
| nom            | Indicatiu de trucada | anys      |
| -------------- | -------------------- | --------- |
| HP màx         | W1AW                 | 1914-1936 |
| EC Woodruff    | W8CMP                | 1936-1940 |
| GW Bailey      | W2KH                 | 1940-1952 |
| GL Dosland     | WØTSN                | 1952-1962 |
| H. Hoover, Jr. | W6ZH                 | 1962-1966 |
| RW Denniston   | WØDX                 | 1966-1972 |
| HJ Dannals     | W2TUK/W2HD           | 1972-1982 |
| VC Clark       | W4KFC                | 1982-1983 |
| CL Smith       | WØBWJ                | 1983-1984 |
| Preu LE        | W4RA                 | 1984-1992 |
| George Wilson  | W4OYI                | 1992-1995 |
| Rod Stafford   | W6ROD                | 1995-2000 |
| Jim Haynie     | W5JBP                | 2000-2006 |
| Joel Harrison  | W5ZN                 | 2006-2010 |
| Kay Craigie    | N3KN                 | 2010-2016 |
| Rick Roderick  | K5UR                 | 2016-     |

## Publicacions
L'ARRL publica diverses revistes i butlletins per als seus membres i no socis. QST és la revista mensual de l'associació que s'envia als membres, anomenada QST a causa del codi Q. També publica el QEX sobre experiments d'electrònica de ràdio i el National Contest Journal per a aquells interessats en competicions de radioaficionats. ARRL també publica una sèrie de llibres i cursos en línia, els socis disposen d'un espai especial en línia on tenen accés a documents tècnics, explicacions de transceptors, ràdios, informació sobre competicions. Cada any des de 1926 publiquen el Manual del Radioaficionat.